# Nunatak Gvozd'
Nunatak Gvozd' är en nunatak i Antarktis. Den ligger i Östantarktis. Australien gör anspråk på området. Toppen på Nunatak Gvozd' är 1 688 meter över havet.
Terrängen runt Nunatak Gvozd' är huvudsakligen en högslätt. Trakten är obefolkad. Det finns inga samhällen i närheten.